# Ferran Sibila
Ferran Sibila Pont (Gironella, Barcelona, España, 13 de julio de 1988) es un entrenador de fútbol español que actualmente entrena al HJK Helsinki de la Primera División de Finlandia.

## Trayectoria
Sibila comenzó su trayectoria como entrenador en el fútbol base del Atlètic Gironella y del Sant Cugat Esport FC, antes de marcharse en la temporada 2015-16 a Japón para trabajar en la Academia JFA Fukushima. 
En la temporada 2017-18, firma como segundo entrenador del GIF Sundsvall de la Superettan, la segunda división sueca.
En la temporada 2019-20, firma como entrenador asistente del IFK Göteborg de la Allsvenskan, en el que permanece durante dos temporadas.
El 3 de septiembre de 2020, tras la destitución de Poya Asbaghi, Sibila fue nombrado entrenador interino del IFK Göteborg de la Allsvenskan.
En la temporada 2021-22, se convierte en entrenador asistente de Poya Asbaghi en el Barnsley F.C. de la English Football League One, la tercera categoría del fútbol inglés
El 23 de agosto de 2022, firma por el Malmö FF de la Allsvenskan, como entrenador de desarrollo.
El 3 de noviembre de 2023, firmó como entrenador del HJK Helsinki de la Primera División de Finlandia por dos temporadas.

## Clubes

### Como entrenador
| Club                            | País       | Año       |
| ------------------------------- | ---------- | --------- |
| GIF Sundsvall (2.º entrenador)  | Suecia     | 2017-2018 |
| IFK Göteborg (2.º entrenador)   | Suecia     | 2019-2021 |
| IFK Göteborg (interino)         | Inglaterra | 2020      |
| Barnsley F.C. (2.º entrenador)  | Inglaterra | 2021-2022 |
| Malmö FF (Director metodología) | Inglaterra | 2022-2023 |
| HJK Helsinki                    | Finlandia  | 2023-2024 |